# Porta Cremona-Volta
Porta Cremona-Volta è un quartiere della città di Brescia.

## Geografia fisica
Il territorio è pianeggiante. I confini del quartiere sono delimitati a nord, dalla ferrovia Milano-Venezia; a est da via Duca degli Abruzzi, via del Carso e da via della Volta; a sud, dal comune di San Zeno Naviglio; e a ovest dalla ferrovia Brescia-Cremona, da via Bianchi e da via San Zeno.

## Origine del nome
Il toponimo prende il nome dal quartiere di Porta Cremona, costruito all'esterno di Porta di Sant'Alessandro, accesso meridionale alle mura cittadine sulla strada che portava a Cremona, e dalla frazione de La Volta.

## Storia
Il quartiere originario di Porta Cremona si è sviluppato attorno all'edificio del mercato del vino, sorto presso il piazzale prospiciente la porta di Sant'Alessandro. La Volta fu una frazione rurale per molti secoli: fino al Duecento area boschiva dedicata alla caccia, poi progressivamente trasformata in area per la coltivazione di ortaggi e vitigni con la diffusione di cascinali e ville di campagna. Amministrativamente entrambe le zone appartennero al comune di Sant'Alessandro che il 30 giugno 1880 fu assorbito dal comune capoluogo.
Poco prima dello scoppio della prima guerra mondiale, su via Cremona arrivò il tram. L'arrivo del nuovo mezzo facilitò la conversione delle aree agricole del quartiere a residenziali, come:
- il quartiere Littorio, costruito a partire dal 1926;
- i villaggi Ferrari e Bonoris, costruiti durante la seconda metà degli 1936-38;
- il villaggio Sant'Antonio, costruito nel biennio 1949-50 per ospitare i profughi giuliano-dalmati;
- il villaggio Verde, edificato per dare un'abitazione a coloro che l'avevano persa a causa della seconda guerra mondiale[6].

Nel 1937, la tranvia fu convertita in filovia, mentre nel secondo dopoguerra il quartiere Littorio cambiò nome in Leonessa.
Nel 1954 alla Volta arriva il bus e in seguito anche la filovia, prolungata ai Pilastroni, fu convertita in autolinea.
Nel 1972, il consiglio comunale di Brescia votò per istituire i consigli di quartiere. Quello di Porta Cremona-Volta fu delimitato a nord dalla linea ferroviaria Milano-Verona e perse l'originario nucleo sorto attorno alla porta cittadina da cui aveva preso il nome. Le prime elezioni si tennero il 17 novembre 1974.
Nel 1977, la Giunta Trebeschi recepì la legge 278/1976, suddividendo la città in nove circoscrizioni. Il quartiere fu quindi assegnato alla settima circoscrizione. Nel 2007, la Giunta Paolo Corsini recepì la nuova normativa riducendo il numero delle circoscrizioni a cinque: Porta Cremona-Volta fu quindi assegnata alla Sud.
Nel 2014, a seguito dell'abolizione delle circoscrizioni per i nuovi limiti imposti dalla legge 191/2009, il consiglio comunale votò per la riattivazione dei consigli di quartiere come organo di decentramento comunale. Le prime elezioni del nuovo organismo si tennero il 14 ottobre di quell'anno.

## Monumenti e luoghi d'interesse

### Chiesa di Santa Maria della Vittoria

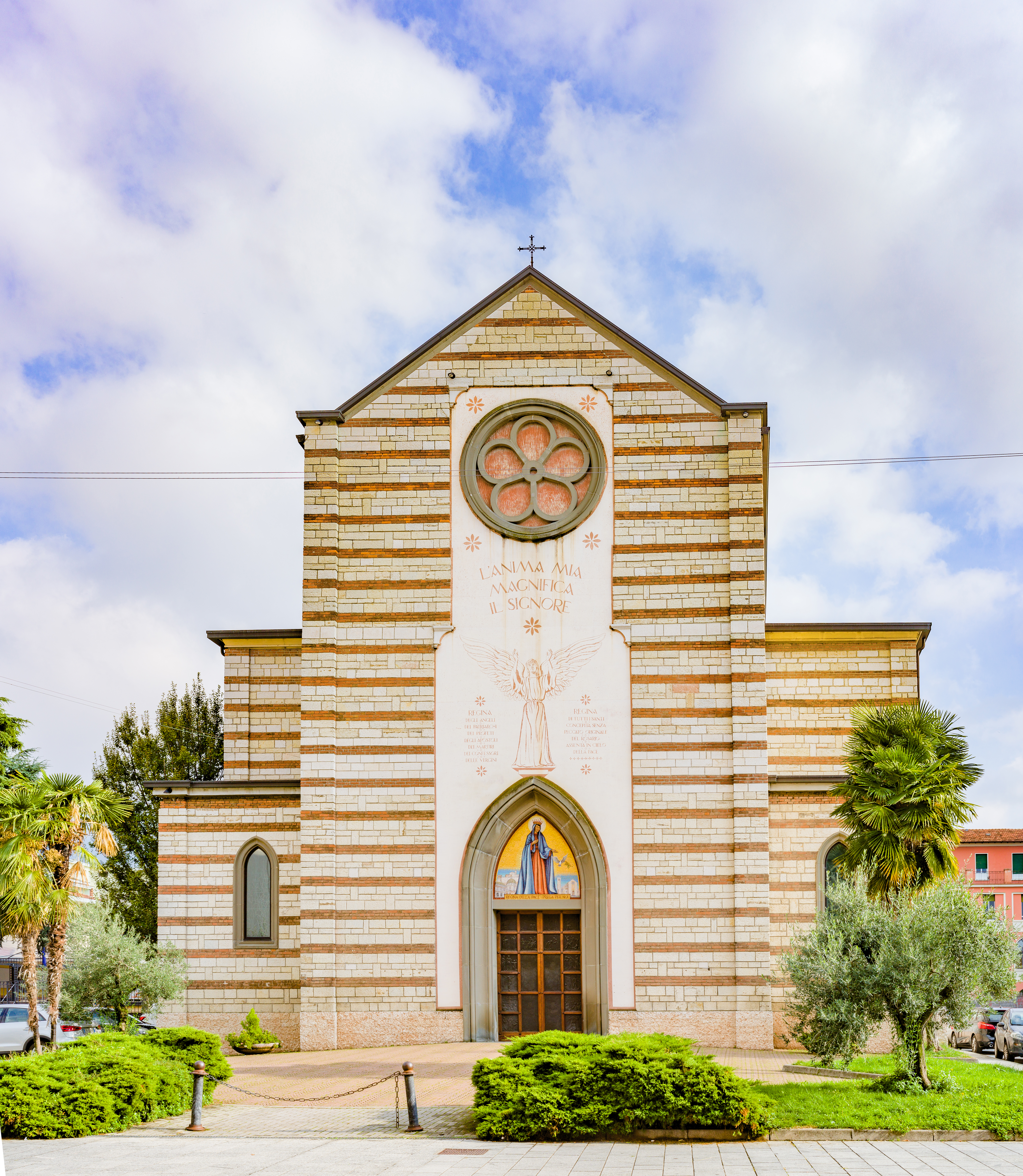
Facciata della Chiesa

La Chiesa parrocchiale del quartiere è dedicata alla vittoria italiana nella prima guerra mondiale. L'area fu acquistata dalla diocesi cattolica di Brescia nel 1916 e il progetto fu redatto da Alfredo Premoli. La chiesa officiò per la prima volta nel 1926, ma la costruzione, di impostazione romanico-gotica, fu completata solo nel 1953.
All’interno, si trova una tela, di origine settecentesca, con la Madonna e il Bambino in trono e i santi Faustino e Giovita, patroni di Brescia. La vetrata policroma dedicata all'Assunta che si trova nella cappella di fronte al battistero è opera di Oscar Di Prata.

### Chiesa dei santi Pietro e Paolo

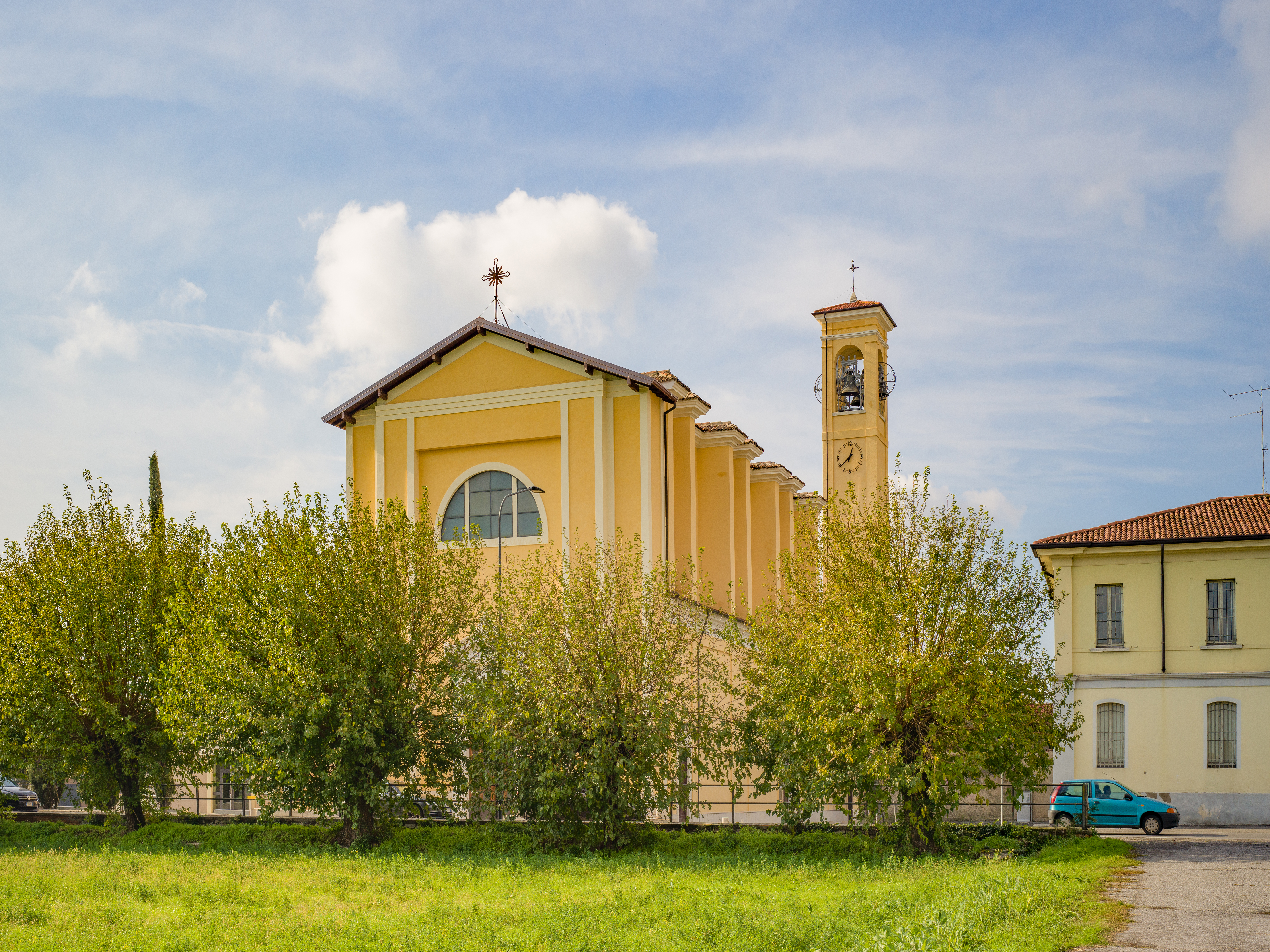
Chiesa dei santi Pietro e Paolo della Volta

Fu edificata tra il 1766 e il 1769 per volontà del sacerdote Antonio Loibenheim, abitante presso la Cascina Maggia, allo scopo di dare alla frazione di Volta Bresciana una chiesa autonoma dalla parrocchiale di Sant'Afra. La chiesa fu elevata a parrocchia nel 1803 e il suo interno si arricchì di alcune opere d'arte, tra cui una pala per l'altare maggiore ad opera di Giovanni Antonio Zadei.

## Società

### Religione
La zona settentrionale del quartiere appartiene alla parrocchia dedicata a Santa Maria della Vittoria della diocesi cattolica di Brescia, mentre quella meridionale alla parrocchiale dei santi Pietro e Paolo della Volta Bresciana.

## Infrastrutture e trasporti
Il quartiere è attraversato da via Cremona, primo tratto dell'ex strada statale per Cremona. È presente la stazione di Volta della metropolitana di Brescia. Il quartiere è servito dalle linee 2 (Pendolina-Chiesanuova), 14 (stazione FS-Volta Metro-Borgosatollo) e 13 (Gussago-Poliambulanza).